# Герб Попільнянського району
Герб Попільня́нського райо́ну — офіційний символ Попільнянського району Житомирської області, затверджений рішенням Попільнянської районної ради.

## Опис герба
Гербовий щит має форму чотирикутника з півколом в основі. На чорному полі золотий попелюх із розпростертими крильми. У лазуровій главі, ламаній зубчасто в сім зламів, дві золоті шаблі в косий хрест і пернач у стовп. Щит обрамлений орнаментальною композицією з листям хмелю, квітками льону і пшеничним колоссям. Щит увінчує срібна корона із гербом області.
Промовиста назва Попільні і, відповідно, Попільнянського району розкрита за рахунок образу золотого попелюха — чубатого жайворонка, символу на кшталт казкового птаха Фенікса, що за легендою відроджувався з попелу. Чорний колір — додатковий символ попелу, що дав назву району. Він також символ родючої землі Попільнянщини. Зубчаста глава розкриває давню історію району, який довкола майже всієї території оточено рештками унікальних Зміїних валів — стародавньої лінії оборони давньоруської держави.
Шабля і пернач слугують втіленням козацької воєнної слави району, який у XVI—XVIII ст. неодноразово був ареною козацьких повстань і боїв. На теренах району у 1648 р. було створено військово-адміністративну одиницю — Паволоцький реєстровий козацький полк. Пернач — символ полку і його керівника, атрибут влади полковника.